# وزارة اللامستحيل (الإمارات)
وزارة اللامستحيل، وزارة افتراضية إماراتية من دون وزير، أطلقت في 23 أبريل 2019 بقرار من رئيس مجلس الوزراء الإماراتي الشيخ محمد بن راشد آل مكتوم، 
وأشار الشيخ محمد بن راشد آل مكتوم إلى أن الوزارة الجديدة "تعمل على ملفات وطنية مهمة وبناء أنظمة حكومية جديدة للمستقبل"، حيث صرح من خلال تغريداته بأن "وزارة اللامستحيل" ستبدأ عملها على عدة مشاريع منها تقديم خدمات استباقية للجمهور، وبناء منصة إلكترونية لتسهيل مشتريات الحكومة واختصار وقتها من 60 يوم الى ست دقائق، وإنشاء أنظمة تخصصية لاكتشاف مواهب الأطفال في الإمارات.
ويتكون طاقمها من أعضاء مجلس الوزراء الإماراتي. تهدف الحكومة الإماراتية من إطلاق «وزارة اللامستحيل» إلى تأسيس منصة حكومية للتغيير الجذري في منظومة العمل الحكومي الإماراتي، وتطوير حلول لأي تحديات حكومية صعبة عبر «تبني نماذج عمل جديدة ومبتكرة، وآلية فكر تدعم ثقافة المخاطر المدروسة، بما يحسن حياة المجتمع، ويقدم للعالم نموذجًا جديدًا للجيل القادم من الممارسات الحكومية الإماراتية على حد ما جاء في تعريف الوزارة.
وقد أطلق الشيخ محمد بن راشد آل مكتوم في 17 أبريل 2021 البرنامج الوطني للمكافآت السلوكية، إحدى مبادرات إدارة المكافآت السلوكية في وزارة اللا مستحيل لدعم وتطبيق الإطار الاستراتيجي والنموذج الوطني /الإماراتي/ للمكافآت السلوكية، والبرنامج الأول في علم السلوك بمرتكزات أساسية هي الوطن والمجتمع والأسرة.

## آلية العمل ومعايير اختيار المستحيلات
إستحداث إدارات افتراضية مؤقتة يتولى إدارتها أعضاء مجلس الوزراء، وتحديد الأسئلة المستحيلة، والعمل على تحقيق تغيير جذري في نظم العمل في المؤسسات الحكومية، ومن خلال العمل على ملفات وطنية، تتم إعادة هيكلة المنظومات الحكومية والسلوكيات الاجتماعية، وتعزيز ثقافة الإرادة والتصميم والإبتكار من قبل الجهات الحكومية وبالتالي إلهام العالم أجمع عن طريق اعتماد هذه المنهجية، حيث تُشكل فرق عمل من مختلف الجهات الحكومية الاتحادية والمحلية والقطاع الخاص والأفراد وتكون هذه الفرق متغيرة حسب التحديات المطروحة. ويتم اختيار المستحيلات عن طريق مجموعة من المعايير وهي:
- مرتبطة بالتحديات العالمية
- مرتبطة بتحسين نوعية حياة الأفراد بشكل ملموس
- لها صلة بالعمل الحكومي
- تحقق تغييراً جوهرياً في نظم العمل من أجل انجاز التحديات

## مهامها
تُناط هذه الوزارة في مرحلتها الأولى بعدد من الملفات الوطنية الإماراتية، وهي:
- إدارة الخدمات الاستباقية: وتهدف إلى توفير خدمات تسبق تقديم الطلب في مجالات العمل الحكومي المختلفة وفئات المتعاملين كافة.
- إدارة المكافآت السلوكية: وتهدف إلى تحفيز السلوك الجيد والإيجابي لدى أفراد المجتمع من خلال نظام مكافآت تمنح للملتزمين بالسلوكيات المجتمعية الإيجابية على شكل نقاط يستفيد منها الأفراد في دفع رسوم الخدمات الحكومية المختلفة.
- إدارة اكتشاف المهارات: وتهدف إلى تهيئة بيئة حاضنة وممكنة لمهارات الإماراتيين، وتنميتها وتوظيفها في دعم مسيرة التنمية وصناعة المستقبل، وتطوير آلية لاستكشاف المهارات المحلية من مختلف الأعمار والفئات.
- إدارة منصة المشتريات الحكومية: وتهدف إلى تطوير منظومة عمليات المشتريات الحكومية، وتوجيهها إلى دعم رواد الأعمال الإماراتيين من أصحاب المشاريع الصغيرة والمتوسطة، بالاستفادة من ابتكارات التجارة الإلكترونية.